# Natalija Kasperska
Natalija Ivanovna Kasperska (rusko Наталья Ивановна Касперская), ruska podjetnica, * 5. februar 1966 Moskva, Sovjetska zveza. 
Natalija Kasperska, ki na Zahodu uporablja moško obliko svojega priimka, Kaspersky – je ruska IT podjetnica, predsednica skupine podjetij InfoWatch ter soustanoviteljica in nekdanja izvršna direktorica podjetja za protivirusno programsko opremo Kaspersky Lab. Poleg tega je ena najbogatejših žensk v Rusiji in ena najvplivnejših osebnosti v ruski IT industriji.

## Biografija

### Zgodnja leta
Natalija Kasperska (dekliški priimek Štucer) se je rodila 5. februarja 1966 v Moskvi v družino inženirjev in uslužbencev sovjetskega obrambnega raziskovalnega inštituta.
Natalija je bila izvoljena v pionirski svet svoje šole, kasneje pa v rajonski štab pionirjev. Bila je tudi članica Komsomola. Poleg rednega izobraževanja je trenirala košarko v otroško-mladinski športni šoli. Sprva je nameravala postati veterinarka, vendar je te sanje opustila zaradi težav pri učenju kemije.
V osmem razredu se je prepisala na fizikalno-matematično šolo, ki je delovala pod okriljem Moskovskega letalskega inštituta.

### Izobrazba
Po končani šoli se je vpisala na Moskovski inštitut za elektronsko strojništvo (MIEM), kjer je študirala uporabno matematiko (1984-1989). Njeno diplomsko delo je obravnavalo matematični model hladilnega sistema jedrskega reaktorja. Kasneje je na Open University v Veliki Britaniji diplomirala iz poslovnih ved. Med študijem na MIEM je spoznala svojega prvega moža Jevgenija Kasperskega, s katerim se je poročila leta 1986.

### Kariera
Po končanem študiju na inštitutu je dobila zaposlitev v Centralnem znanstveno-konstrukcijskemu biroju v Moskvi, kjer je pol leta delala kot raziskovalka, nato pa odšla porodniški dopust. Svojo kariero v informacijski tehnologiji je začela pri 28 letih, ko se je januarja 1994 zaposlila kot prodajalka v podjetju za računalniško in programsko opremo. Delala je v na novo odprti trgovini v Informacijskem tehnološkem centru KAMI, ki ga je ustanovil nekdanji profesor Jevgenija Kasperskega, ki je predaval na Višji šoli KGB v času Sovjetske zveze. Menila je, da bi morali biti vsi osebni podatki, kot so zgodovina spletnega iskanja, geolokacija, kontakti, korespondenca, foto in video materiali, last države.

#### Kaspersky Lab
Septembra 1994 je Natalija postala vodja oddelka za distribucijo AntiViral Toolkit Pro (AVP), ki ga je od leta 1991 razvijala ekipa Jevgenija Kasperskega. V dveh ali treh letih je Natalija uspešno vzpostavila prodajne poti in mrežo tehnične podpore ter vstopila na mednarodne trge. Prodaja je hitro narasla iz začetnih 100–200$ na mesec leta 1994 na več kot 130.000$ po enem letu. Leta 1996 je prodaja presegla 600.000$, leta 1997 pa 1 milijon dolarjev. Do leta 1997 so si prihodke delili razvojna ekipa in matično podjetje. Nato pa so se bodoči ustanovitelji podjetja 'Kaspersky Lab' odločili, da bodo ustanovili svoje lastno podjetje. Natalija je prepričala moža, naj razvije in začne prodajati antivirusni program, ki ga danes z licencami uporablja več drugih ponudnikov antivirusne zaščite za različne namene.
Junija 1997 je ustanovila podjetje Kaspersky Lab. Pomembno je vplivala k izbiri imena novega podjetja in več kot 10 let delovala kot izvršna direktorica. Delnice podjetja so bile sprva razdeljene: Jevgenij Kasperskij (50%), njegova dva sodelavca programerja Alexej De-Monderik in Vadim Bogdanov (vsak po 20%) ter Natalijo Kasperskij (10%). Prodaja se je po letu 1997 vsako leto podvojila, pri čemer je promet leta 2001 dosegel okoli 7 milijonov $, leta 2006 pa presegel 67 milijonov $.
Avgusta 2007 je Jevgenij Kasperskij Natalijo odstavil z vodstvenih položajev in jo začasno suspendiral. Razlog za to sta bila njuna ločitev in poglabljanje ideološkega razkoraka. Natalija je sčasoma pristala, da ostane predsednica novoustanovljenega upravnega odbora 'Kaspersky Lab'. Vendar pa je leta 2011 prekinila vse povezave s tem prej družinsko vodenim podjetjem. Kaspersky Lab je v letih 2007 in 2011 odkupil Natalijin lastniški delež v podjetju.
Pod Natalijinim nadzorom je podjetje Kaspersky Lab postalo vodilna protivirusna korporacija z mrežo regionalnih pisarn po vsem svetu. V času menjave vodstva leta 2007 so letni prihodki od prodaje dosegli 126 milijonov $, ocenjena tržna vrednost podjetja pa je do leta 2011, ko je Natalija prodala svoj preostali delež in odšla, znašala več kot 1,3 milijarde $, letni prihodek pa 700 milijonov $. Po zamenjavi vodstva se je stopnja rasti podjetja vidno zmanjšala, svetovni prihodki so leta 2009 narasli za 40%, leta 2011 za 13,7%, leta 2012 za 3% in leta 2013 za 6%.

#### InfoWatch
Po tem, ko je podjetje 'Kaspersky Lab' kupilo tehnologijo za preprečevanje neželene elektronske pošte, ki jo je razvilo podjetje Ašmanov in parnerji, je vodja slednjega Igor Ašmanov kupcu predlagal, da bi to tehnologijo uporabili tudi za preprečevanje izgube podatkov. Med letoma 2001 in 2002 so programerji pri 'Kaspersky Lab' razvili rešitev, ki je kasneje postala znana kot InfoWatch Traffic Monitor Enterprise. Ta program nudi zaščito za poslovne uporabnike pred notranjimi grožnjami (sistem DLP). Decembra 2013 je bila ustanovljena hčerinska družba z imenom 'InfoWatch' za razvoj in distribucijo nove programske opreme.
Natalija Kasperska je od oktobra 2007 izvršna direktorica in večinska lastnica podjetja 'InfoWatch'. Njen lastniški delež v podjetju je povezan z dogovorom o ločitvi poslovanja z bivšim možem. Natalija je ima glavne naložbe v podjetjih 'InfoWatch', 'Kribrum' in 'Nanosemantics' (v solastništvu z Igorjem Ašmanovom), ter v nemškem protivirusnim podjetjem 'G Data Software' AG.
Programska oprema 'InfoWatch' je imela v času odcepitve le majhne možnosti za uspeh in je bila za 'Kaspersky Lab' precejšen strošek. Za razliko od 'Kaspersky Lab', so bile tehnološke rešitve in produktna linija novega podjetja sprva usmerjene v velika in srednje velika podjetja z najmanj 300 delovnimi postajami, in ne v mala podjetja in trgovce.
Kljub temu je v letu 2012 InfoWatch, ki je bil prej neprofitabilen, zabeležil prvi dobiček in nadaljeval z letno rastjo 60–70%. Po podatkih revije Forbes je letni prihodek podjetja InfoWatch leta 2015 dosegel približno 12 milijonov $, medtem ko so neodvisni strokovnjaki, anketirani s strani ruskega dnevnika Kommersant spomladi 2015, ocenili vrednost podjetja na 40–50 milijonov $.
Danes je InfoWatch skupina podjetij, ki se ukvarja z dvema glavnima področjema: korporativna zaščita pred notranjimi grožnjami in zunanjimi ciljnimi napadi. Podjetje ima skoraj 50-odstotni delež na ruskem trgu zaščite zaupnih podatkov (sistemi DLP). Med njihovimi dolgoletnimi strankami so ruske vladne ustanove, ter velika podjetja, kot so Sberbank, Beeline, Lukoil, Tatneft, Surgutneftegas, Suhoi, Magnitogorski metalurški kombinat,  itd. Poleg tega InfoWatch aktivno širi svoje poslovanje v Nemčiji, na Bližnjem vzhodu in v jugovzhodni Aziji.
Trenutna delničarja podjetja InfoWatch sta Natalija Kasperska in namestnik izvršnega direktorja podjetja Rustem Hajretdinov.

## Dosežki

### Zasebno bogastvo
Po podatkih revije Forbes je premoženje Natalije Kasperska marca 2013 znašalo okoli 220 milijonov $.  Leta 2014 se je ta ocena povečala na 230 milijonov $,  leta 2015 pa na 270 milijonov $. Marca 2015 je ruski novičarski portal Lenta.ru potrdil oceno Forbesa iz leta 2014, medtem ko je nemška revija Der Spiegel julija 2015 njeno premoženje ocenila na 207 milijonov €.
Po navedbah časopisa Der Spiegel večina premoženja Natalije Kasperskaje  predstavljajo denarna sredstva, ki jih je pridobila s prodajo različnih naložb. Kasperska je oktobra 2015 v odgovoru na vprašanje, ali so izračuni 'Forbesa' točni, poudarila, da njeno podjetje ni javno in zato ni dolžno razkrivati svoje tržne vrednosti, ob tem pa je dodala, da je "kljub temu dobro videti, da ljudje očitno cenijo vrednost 'InfoWatcha'.

### Ocene in nagrade
| • Ocena vrhunskega menedžmenta (IT nominacija), glede na časopis 'Kommersant' in Združenja ruskih menedžerjev |  | #3 (2009), #2 (2010), #4 (2011), #1 (2013), #1 (2014), #4 (2015). |
| • 100 najvplivnejših žensk v Rusiji, glede na radio 'Echo of Moscow'                                          |  | #66 (2012), #74 (2013), #81 (2014), #62 (2015).                   |

| • 50 najvplivnejših poslovnih žensk v Rusiji, glede na časopis 'Kompanija' |  | #3 (2010), #1 (2011), #25 (2012), #2 (2013), #15 (2014), #26 (2015). |
| • Najbogatejša ženska v Rusiji, glede na časopis 'Forbes Woman'            |  | #5 (2013), #8 (2014), #7 (2015).                                     |

- Nagrada Russian Business Leader of the Year 2012 od 'Horasis' (Švica) — 2013;[55]
- Nagrada Women in Technology Awards for Middle East and Africa 2014, v kategoriji Najboljša podjetnica v IT 2014;[56]
- Top 20 Women in Business in Northern Europe, glede na 'Nordic Business Forum' — 1. mesto (2015).[57]
- Osebnost leta 2016 v IT/telekom z nagrado 'Best in Russia' - april 2017.[58]
- Medalja reda »Za zasluge za domovino« II. stopnje (26. avgust 2020) — za prispevek k vzpostavitvi in razvoju ruskega segmenta informacijsko-telekomunikacijskega omrežja »Internet«.[59]
- Medalja Zvezne službe za tehnični in izvozni nadzor (FSTEC) Rusije »Za krepitev državnega sistema varovanja informacij« I. stopnje (3. februar 2021).[60]
- Nacionalna Nagrada za prispevek k boju proti uhajanju zaupnih informacij — 8. junij 2022[61]

## Javno delo
Natalija Kaspeska je članica upravnega odbora Ruske zveze industrijalcev in podjetnikov in Združenja razvijalcev programske opreme 'Domestic Software'. Je tudi članica strokovnega ruskega sveta za programsko opremo pri Ministrstvu za telekomunikacije in množične komunikacije Rusije, Odbora za donacije fundacije Skolkovo in nadzornega sveta Inštituta za znanost in tehnologijo Skolkovo (Skoltech). Poleg tega je članica Ruske zveze strojnikov.

Od aprila 2008 do marca 2012 je bila Natalija članica upravnega odbora Rusko-nemške gospodarske zbornice. Poleg tega je od leta 2009 do leta 2011 vodila delovno skupino za informacijske in računalniške tehnologije v okviru zveznega programa Ministrstva za izobraževanje in znanost Rusije, program se je imenoval “Raziskave in izumi na prednostnih področjih znanstvenega in tehnološkega razvoja v Rusiji v letih 2014–2020”.

## Osebno življenje
Svojega prvega moža, Jevgenija Kasperskega, je spoznala v zdravilišču januarja 1987, ko je bila stara dvajset let,  pol leta kasneje sta se poročila. Leta 1989, v petem letniku študija, je rodila prvega sina Maksima, drugega sina Ivana pa leta 1991. Leta 1997 sta se razšla, uradno ločila pa leta 1998. Ker pa sta skupaj vodila uspešno podjetje, sta ločitev nekaj let skrivala pred zaposlenimi in javnostjo, da ne bi povzročila panike na trgu.
Svojega drugega moža, Igorja Ašmanova, je spoznala leta 1996 na računalniškem sejmu CeBIT v Hannovru. Leto kasneje sta Natalija in Igor obnovila svoje poznanstvo in se leta 2001 poročila. Leta 2005 sta  dobila hčerko Aleksandro, leta 2009 se jima je rodila druga hčerka Marija, leta 2012 pa še tretja, Varvara. Natalijina sinova iz prvega zakona sta oba študirala na Moskovski državni univerzi Lomonosov, Maksim je diplomiral na Fakulteti za geografijo, Ivan pa na Fakulteti za računalniško matematiko in kibernetiko.
Aprila 2011 so v moskovskem rajonu Strogino na poti v službo ugrabili Natalijinega 20-letnega sina Ivana. Storilci so od staršev zahtevali odkupnino v višini 3 milijonov evrov. Vendar pa je bil Ivan pet dni kasneje osvobojen zahvaljujoč posredovanju ruskih obveščevalnih služb, pet ugrabiteljev pa je bilo obsojenih na zaporne kazni od 4,5 do 11 let.